# Skolbänk

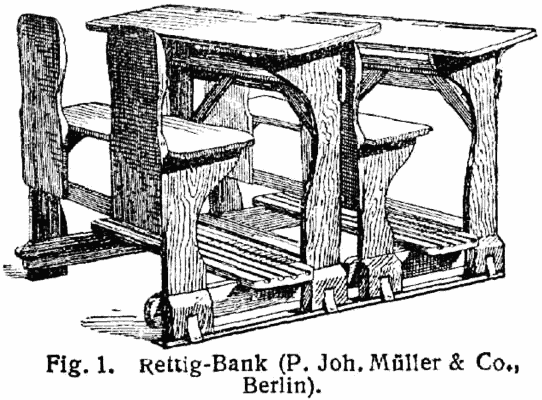
Två skolbänkar i början av 1900-talet.

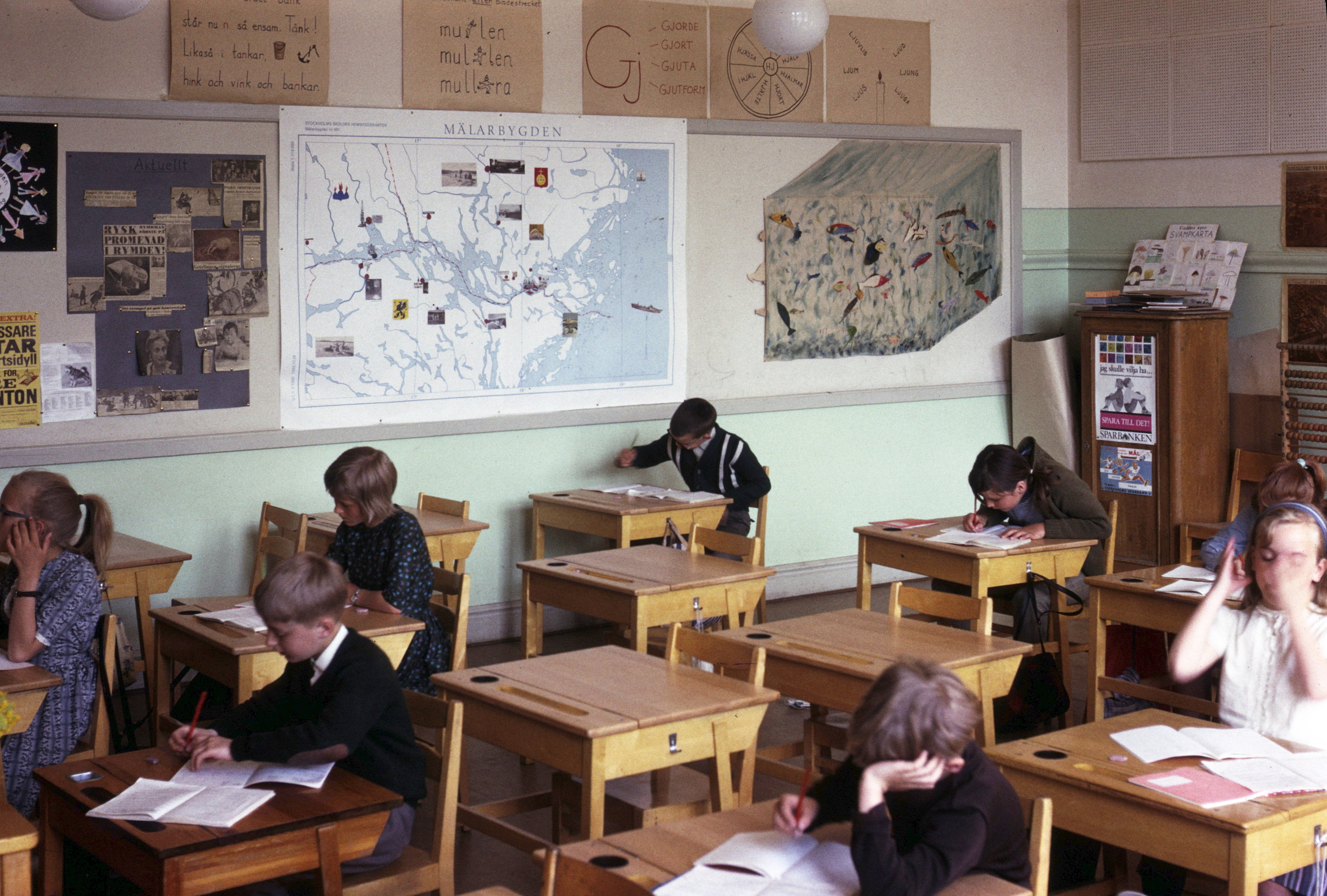
Skolbänkar i ett klassrum i Sverige 1965.

En skolbänk (finlandssvenska: pulpet) är en bänk kombinerad med förvaringsmöbel som används av skolans elever som skrivunderlag och förvaring av skolböcker och skrivmateriel.

## Sverige
I Sverige användes skolbänkarna i folkskolan, och senare på lågstadiet och mellanstadiet i enhetsskolan/grundskolan. Förr i tiden satt bänken och stolen ihop, vilket ändrades på 1950-talet eftersom många barn hade haft svårt att nå ända fram till bänken.
Längst fram på skolbänken fanns det en ränna för pennförvaring och ett hål för bläckhorn. På skolbänkens kortsida brukade det finnas en krok avsedd för upphängning av skolväskan.
Efter 1994 har man, i samband med en stor förändring av skolan med läroplanen Lpo 94, i många fall avskaffat de traditionella skolbänkarna, och sitter istället vid bord, som man sedan 1950-talet gjort på högre stadier. Borden kompletteras då med förvaringsmöbler såsom byråer och skåp för skolböcker och elevernas tillhörigheter.
Skolbänkarna med lock har blivit något av en skolsymbol.